# Cercle et Carré

Revue „Cercle et Carré“
Titelschriftzug (1930)

Cercle et Carré (dt.: Kreis und Quadrat) war eine im Jahr 1929 in Paris gegründete kosmopolitische Künstlervereinigung, die nur ein Jahr bestand, aber eine nennenswerte Ausstellung organisierte. Gründer waren der Zeichner, Dichter und Kunstkritiker Michel Seuphor und der Maler Joaquín Torres García, die in Reaktion auf die ständige Präsenz des Surrealismus beschlossen hatten, Künstler  konstruktivistischer Tendenz zu vereinen.
Cercle et Carré förderte die neuen Entwicklungen und Arbeiten auf dem Gebiet der Abstrakten Kunst. Während ihres kurzen Bestehens gab die Gruppe drei Ausgaben der gleichnamigen Kunstzeitschrift heraus.
Die einzige, von Seuphor organisierte Ausstellung der Gruppe fand im April 1930 in der „Galerie 23“ in der Pariser Rue La Boétie statt. Das Logo und das Ausstellungsplakat gestaltete Pierre Daura. Insgesamt nahmen 46 Künstler teil. Am Tag der Vernissage rezitierte Michel Seuphor Gedichte, wobei er sein Gesicht hinter einer Maske des Bildhauers German Cueto verbarg. Luigi Russolo spielte auf einem der von ihm entwickelten Instrumente, dem sogenannten Russolophe. Die Ausstellung gilt als die erste internationale Gruppenausstellung für Abstrakte Kunst.
Die Gruppierung, deren Zeitschrift  weder in der Öffentlichkeit, noch bei der Kritik auf Interesse stieß und deren Ausstellung wenig Beachtung gefunden hatte, löste sich bereits zum Sommer 1930 wieder auf. Gründe dafür waren neben den zwischen Piet Mondrian und Theo van Doesburg bestehenden Meinungsverschiedenheiten – die van Doesburg veranlassten, gemeinsam mit Jean Hélion die Revue „Art concret“ (1930) herauszugeben – vor allem auch die auf Initiative von Vantongerloos in Abwesenheit des erkrankten Seuphors am 15. Februar 1931 erfolgte Gründung der neuen Pariser Gruppe „Abstraction-Création“. Diese übernahm die meisten Mitglieder der Gruppe „Cercle et Carré“ sowie die bereits zuvor entwickelten Ideen und verwirklichte sie mit steigendem Erfolg und Einfluss bis zu ihrer Auflösung im Jahr  1937.

## Mitglieder
Mitglieder der Gruppe und Teilnehmer an der Ausstellung von 1930 waren unter anderem (in der chronologischen Reihenfolge ihrer Geburtsjahre):
| - Wassily Kandinsky (1866–1944), russischer Maler - Piet Mondrian (1872–1944), niederländischer Maler - Joaquín Torres García (1874–1949), uruguayischer Maler - Julio González (1876–1942), spanischer Bildhauer - Fernand Léger (1881–1955), französischer Maler - Walter Gropius (1883–1969), deutscher Architekt - Luigi Russolo (1885–1947), italienischer Maler und Komponist - Antoine Pevsner (1884–1962), russischer Maler und Bildhauer - Georges Vantongerloo (1886–1965), belgischer Maler, Bildhauer und Architekt - Hans Arp (1886–1966), elsässischer Maler und Bildhauer | - Kurt Schwitters (1887–1948), deutscher Künstler - Le Corbusier (1887–1965), schweizerischer Maler und Architekt - Willi Baumeister (1889–1955), deutscher Maler und Bühnenbildner - Sophie Taeuber-Arp (1889–1943), schweizerische Malerin und Bildhauerin - Enrico Prampolini (1894–1956), italienischer Maler - Marcelle Cahn (1895–1981), französische Malerin - Pierre Daura (1896–1976), katalanischer Maler - Jean Gorin (1899–1981), französischer Maler - Friedrich Vordemberge-Gildewart (1899–1962), deutscher Maler - Alberto Sartoris (1901–1998), italienischer Architekt - Michel Seuphor (1901–1999), belgischer Zeichner, Dichter und Kunstkritiker - Ingibjörg Stein Bjarnason (1901–1977), isländisch-deutsche Malerin und Kosmetikerin |  |